# Ширман Роман Натанович
Рома́н Ната́нович Ши́рман (нар. 25 жовтня 1952) — український кінорежисер, сценарист, педагог. Заслужений діяч мистецтв України, професор.

## Біографія
У 1975 році закінчив режисерський факультет ВДІКу (майстерня Олександра Згуріді). Працював на студіях «Київнаукфільм», «Кінематографіст», «Інтерфільм», телеканалах «Інтер», «Росія» та ін. Він є автором більше сорока кіно- і телефільмів; лауреат премії імені Фелікса Соболєва (2006) та багатьох національних і міжнародних кінофестивалів.
Документальний фільм «Небезпечно вільна людина» (2005), присвячений Сергію Параджанову, був відзначений численними кінонагородами на кінофестивалях, а також став номінантом російської національної премії «Ніка» в конкурсі найкращих іноземних фільмів 2005 року.
У 2016 році знявся як актор в ролі професора Гіршмана у фільмі режисерки Олени Дем'яненко «Моя бабуся Фані Каплан».
У 2017 році фільм «Тепер я буду любити тебе» (2015), до якого режисер написав та видав сценарій ще у 2006 році був номінований на здобуття Національної кінопремії Золота дзиґа у трьох категоріях, зокрема як найкращий фільм 2016 року.
Професор, завідувач кафедри режисури кіно і телебачення Інституту кіно і телебачення КНУКіМ. Автор книг «Умное телевидение» (2011), «Алхимия режиссуры» (2008), «Телевізійна режисура» (2005), ведучий майстер-класу «Режисура» в журналі «Телерадіокур'єр».
Член Національної спілки кінематографістів України, член її правління, голова Комісії з фестивального руху та Премії НСКУ.

## Фільмографія (вибіркова)
Режисер
- 1987 : Теплий хліб (короткометражний)
- 2005 : Небезпечно вільна людина (документальний)
- 2006 : Прикольна казка (повнометражний художній)
- 2015 : Тепер я буду любити тебе (повнометражний художній)

## Визнання
| Рік                                   | Категорія           | Фільм                    | Результат |
| ------------------------------------- | ------------------- | ------------------------ | --------- |
| Національна кінопремія «Золота дзиґа» |                     |                          |           |
| 2017                                  | Найкращий фільм     | Тепер я буду любити тебе | Номінація |
| 2017                                  | Найкращий сценарист | Тепер я буду любити тебе | Номінація |